# Presidenti dell'Uzbekistan
I Presidenti della Repubblica dell'Uzbekistan (Oʻzbekiston Respublikasi Prezidenti) dalla nascita della Repubblica Uzbeka (1991) ad oggi sono i seguenti.

## Lista
| # | Presidente | Presidente                      | Partito | Mandato          | Mandato                               | Elezioni               | Note |
| # | Presidente | Presidente                      | Partito | Inizio           | Fine                                  | Elezioni               | Note |
| - | ---------- | ------------------------------- | --- | ---------------- | ------------------------------------- | ---------------------- | ---- |
| 1 |            | Islom Karimov                   | Partito Democratico Popolare dell'Uzbekistan (1991-2007) Partito Liberale Democratico dell'Uzbekistan (2007-2016) | 29 dicembre 1991 | 2 settembre 2016 (deceduto in carica) | 1991, 2000, 2007, 2015 |      |
| – |            | Nigmatilla Yuldashev ad interim | Partito Democratico del Rinnovamento Nazionale dell'Uzbekistan                                                    | 2 settembre 2016 | 8 settembre 2016                      | ad interim             |      |
| 2 |            | Shavkat Mirziyoyev              | Partito Liberale Democratico dell'Uzbekistan                                                                      | 8 settembre 2016 | in carica                             | 2016                   |      |